# Logowanie (strony www)
Logowanie na stronach WWW – powszechnie stosowany mechanizm uwierzytelniania użytkownika odwiedzającego stronę WWW.
Aby zalogować się potrzebne jest wcześniejsze przejście przez proces rejestracyjny, w którym należy podać dane określone przez właściciela serwisu (lub inny osoby odpowiedzialne za jego funkcjonowanie). Od strony technicznej, logowanie jest oparte najczęściej o mechanizmy sesji z użyciem tzw. ciasteczek.

## Cele użycia skryptu logowania na stronach
- Uwierzytelnianie i autoryzacja użytkownika: uniemożliwienie skorzystania z konta użytkownika przez niepowołane osoby, a tym samym możliwości podszywania się pod użytkownika, podważenia reputacji, zdobycia poufnych danych lub wykorzystania zasobów powiązanych z kontem
- Personalizacja ustawień: osoba zalogowana może mieć wpływ na elementy wyświetlane na stronie, wysyłane do niej (lub od niej) komunikaty, skróty klawiszowe itp
- Umożliwienie dostępu do pewnych elementów serwisu tylko zalogowanym użytkownikom: jest to rozwiązanie spotykane na płatnych stronach, zalogowany użytkownik wpłaca wymaganą ilość pieniędzy i dzięki temu na opłaconym koncie (do którego ma dostęp tylko on) uzyskuje możliwość korzystania z płatnych opcji serwisu
- Strony ekskluzywne: dostęp do nich mają tylko zalogowani użytkownicy, jednak by móc się zalogować potrzebna jest akceptacja administratora strony lub wyznaczonej grupy osób. Rozwiązanie to sprawdza się na stronach, do których dostęp mają mieć tylko osoby zaufane (np. prywatne strony uczniów szkół)
- Wiarygodność: czasami, aby aktywować założone konto i móc się na nie zalogować, potrzebne są dane przesyłane na podaną przez użytkownika skrzynkę pocztową lub na jego adres domowy. Dzięki temu można mieć większą pewność, iż osoby zarejestrowane i zalogowane w systemie posługują się adresami poczty elektronicznej, do których mają dostęp, czy też mieszkają w miejscu zamieszkania, które podali podczas rejestracji. Taki mechanizm utrudnia również zakładanie wielu kont przez tę samą osobę